# Qaraghandy (Gebiet)
Das Gebiet Qaraghandy (kasachisch Қарағанды облысы Qaraghandy oblyssy, russisch Карагандинская область Karagandinskaja Oblast) ist ein Oblys im Zentrum Kasachstans. Die Hauptstadt des Gebiets ist die Stadt Qaraghandy (russisch Karaganda).

## Geographie
Das Gebiet Qaraghandy deckt sich geographisch im Wesentlichen mit der Kasachischen Schwelle (Saryarka). Nur im Süden erstreckt sich das Plateau der Hungersteppe (Betpak-Dala) und im Süd-Westen die Wüste Mujunkum. Während die nördlichen Rayone (kasach. Ауданы/Audany) des Gebiets in der Steppenzone liegen, nimmt die Halbwüste den größten Teil in der Mitte ein, Süden und Südwesten gehören schon zum Wüstenreich. Das Gebiet Qaraghandy grenzt im Norden an die Gebiete Qostanai, Aqmola und Pawlodar; im Osten an das Gebiet Ostkasachstan; im Süden an die Gebiete Almaty, Schambyl, Türkistan und Qysylorda und im Westen an das Gebiet Aqtöbe.
Zu den höchsten Bergmassiven des Gebiets gehören Karkaraly, Kysyltas und Ulutau. Der höchste Berg ist Aksorantau im Karkaraly-Massiv der Kasachischen Schwelle mit knapp 1566 m. Die längsten Flüsse sind Sarysu (800 km) und Nura (978 km), dazu kommen Scherubai-Nura, Kara-Kengir, Kulskutpes und Tokrau. Im Allgemeinen ist dieses Gebiet aber ziemlich karg und trocken. Bei fast allen Flüssen handelt es sich um abflusslose Steppenflüsse, die im Hochsommer häufig austrocknen, ähnlich den australischen Creeks. Nur der Fluss Nura führt ganzjährig Wasser.
Auf dem Territorium des Gebietes von Qaraghandy gibt es zwei große Seen, den Balchaschsee und den Tengizsee. Der Balchasch zählt mit durchschnittlich 18.000 km2 Fläche zu den größten Seen der Welt. 1973 wurde der Irtysch-Qaraghandy-Kanal in Betrieb genommen, den jährlich eine Wassermenge von 600 Millionen Kubikmetern passiert.

## Geschichte
In frühgeschichtlicher Zeit existierten in dem Gebiet zahlreiche Khanate der Nomaden, es gilt als die Urdomäne der Kasachen. Vom Mittelalter bis zur frühen Neuzeit wurde das Gebiet Descht-i-Kiptschak – Kiptschakensteppe genannt.
Im 19. Jahrhundert kam dieses Territorium an das Russische Reich, das hier einige Festungen wie Karkaralinsk und Ulutawskij gründete. Am Ende des Jahrhunderts wurde unweit des Flusses Nura Steinkohle von bester Qualität gefunden und seitdem ist das Becken von Qaraghandy zum weltweit bedeutenden Steinkohlevorkommen aufgestiegen.
Das Gebiet Qaraghandy wurde am 10. März 1932 geschaffen, dessen Zentrum war aber zunächst Petropawlowsk. Im Jahre 1936 wurde die Hauptstadt nach Qaraghandy verlegt. In dieser Zeit bestanden auf dem Territorium des Gebiets zahlreiche Lager des Gulag mit dem Verwaltungszentrum in Dolinka, in denen Millionen von Menschen unter unmenschlichen Bedingungen arbeiten mussten, darunter einige prominente Dissidenten wie Alexander Solschenizyn und Lew Kopelew.
Nach dem Krieg gewann das Gebiet weiter an Bedeutung. 1973 wurde der südlich des Beckens von Qaraghandy gelegene Teil des Gebietes dem neugebildeten Gebiet Schesqasghan angeschlossen. 1992 wurde ein Rayon des Gebietes Aqmola an Qaraghandy gegeben. 1997 kam das Gebiet Schesqasghan wieder an Qaraghandy.

## Bevölkerung

### Volksgruppen
| Volksgruppe     | VZ 1989 | VZ 1989 | VZ 1999 | VZ 1999 | VZ 2009 | VZ 2009 |
| Volksgruppe     | Anzahl  | %       | Anzahl  | %       | Anzahl  | %       |
| --------------- | ------- | ------- | ------- | ------- | ------- | ------- |
| Kasachen        | 449.837 | 25,77 % | 529.478 | 37,55 % | 622.265 | 46,40 % |
| Russen          | 817.900 | 46,86 % | 614.416 | 43,57 % | 529.961 | 39,51 % |
| Ukrainer        | 128.547 | 7,36 %  | 78.755  | 5,58 %  | 49.969  | 3,73 %  |
| Deutsche        | 159.208 | 9,12 %  | 57.229  | 4,06 %  | 32.787  | 2,44 %  |
| Tataren         | 52.769  | 3,02 %  | 39.313  | 2,79 %  | 32.730  | 2,44 %  |
| Weißrussen      | 35.731  | 2,05 %  | 21.579  | 1,53 %  | 13.370  | 1,00 %  |
| Koreaner        | 14.672  | 0,84 %  | 14.097  | 1,00 %  | 13.354  | 1,00 %  |
| Tschetschenen   | 5997    | 0,34 %  | 4660    | 0,33 %  | 5099    | 0,38 %  |
| Aserbaidschaner | 4787    | 0,27 %  | 3667    | 0,26 %  | 4122    | 0,31 %  |
| Polen           | 7239    | 0,41 %  | 5572    | 0,40 %  | 3982    | 0,30 %  |
| Andere          | 68.761  | 3,94 %  | 41.452  | 2,94 %  | 38.667  | 2,88 %  |

### Einwohnerentwicklung
Die Bevölkerung des Gebietes Qaraghandy betrug zum 1. Januar 2020 rund 1,38 Millionen Einwohner, wodurch es in Kasachstan an vierter Stelle, gemessen an der Einwohnerzahl, lag. Den höchsten Bevölkerungsstand erreichte das Gebiet bei der sowjetischen Volkszählung 1989, bei der für die Oblast Karaganda in ihren heutigen Grenzen eine Bevölkerung von knapp 1,85 Millionen Einwohnern gemessen wurde. Nachdem Kasachstan seine Unabhängigkeit von der Sowjetunion erklärte, verzeichnete das Gebiet Qaraghandy einen Bevölkerungseinbruch. So nahm die Zahl der Einwohner innerhalb von zehn Jahren um mehr als 400.000 Menschen ab, was einem Rückgang von fast 25 Prozent entspricht. Einen Rückgang der Bevölkerung hatte in den 1990er Jahren ganz Kasachstan zu verzeichnen, vor allem aber in den nördlichen Gebieten des Landes war der Bevölkerungsverlust größer als in anderen Landesteilen.
| Jahr  | Einwohner |
| ----- | --------- |
| 1939¹ | 418.316   |
| 1959¹ | 1.018.661 |
| 1970¹ | 1.552.056 |
| 1979¹ | 1.715.502 |
| 1989¹ | 1 848.157 |
| 1999¹ | 1.410.218 |
| 2000  | 1.390.454 |

| Jahr | Einwohner |
| ---- | --------- |
| 2001 | 1.364.781 |
| 2002 | 1.344.244 |
| 2003 | 1.333.656 |
| 2004 | 1.330.927 |
| 2005 | 1.331.702 |
| 2006 | 1.334.438 |
| 2007 | 1.339.368 |

| Jahr  | Einwohner |
| ----- | --------- |
| 2008  | 1.342.081 |
| 2009¹ | 1.341.207 |
| 2010  | 1.346.810 |
| 2011  | 1.352.178 |
| 2012  | 1.357.878 |
| 2013  | 1.362.743 |
| 2014  | 1.369.667 |

| Jahr | Einwohner |
| ---- | --------- |
| 2015 | 1.378.298 |
| 2016 | 1.384.810 |
| 2017 | 1.382.734 |
| 2018 | 1.380.537 |
| 2019 | 1.378.532 |
| 2020 | 1.376.882 |

¹ Volkszählungsergebnis

## Politik und Verwaltung

### Verwaltungsgliederung
Das Gebiet ist in sieben Bezirke (kasachisch Аудан Audan; russisch Район Rajon) und sechs städtische Bezirke (munizipale, sich selbstverwaltend) gegliedert. Insgesamt gibt es im Gebiet Qaraghandy elf Städte und 38 Siedlungen mit 1.000 bis 10.000 Einwohnern. Die größten sind: Agadyr, Aqtau, Aqtas, Atassu, Schachan und Schairem. Die ländliche Region ist auf der untersten Ebene in 168 Aul-Kreise unterteilt.

Administrative Gliederung des Gebietes Qaraghandy

| Audan                 | Fläche [km²] | Einwohner | Verwaltungssitz |
| --------------------- | ------------ | --------- | --------------- |
| Abai                  | 6.725        | 57.909    | Abai            |
| Aqtoghai              | 51.997       | 15.233    | Aqtoghai        |
| Balqasch (Stadt)      | 5.916        | 77.248    | Balqasch        |
| Buqar-Schyrau         | 14.403       | 52.250    | Botaqara        |
| Nura                  | 46.326       | 21.296    | Kijewka         |
| Ossakarow             | 11.261       | 29.173    | Ossakarowka     |
| Priosersk (Stadt)     | 55           | 10.941    | Priosersk       |
| Qaraghandy (Stadt)    | 498          | 526.316   | Qaraghandy      |
| Qarqaraly             | 35.472       | 29.498    | Qarqaraly       |
| Saran (Stadt)         | 161          | 43.560    | Saran           |
| Schachtinsk (Stadt)   | 236          | 57.625    | Schachtinsk     |
| Schet                 | 65.695       | 36.195    | Aqsu-Ajuly      |
| Temirtau (Stadt)      | 302          | 176.740   | Temirtau        |
| Stand: 1. Januar 2025 |              |           |                 |

### Äkim (Gouverneur)
Liste der Gouverneure (kasachisch Әкім, Äkim) des Gebietes Qaraghandy seit 1992:
| Nr. | Name                     | Amtszeit (Beginn)  | Amtszeit (Ende)    |
| --- | ------------------------ | ------------------ | ------------------ |
| 01  | Pjotr Nefjodow           | 6. Februar 1992    | 4. Juli 1997       |
| 02  | Mäschit Jessenbajew      | 4. Juli 1997       | 12. Oktober 1999   |
| 03  | Kamaltun Muchamedschanow | 13. Oktober 1999   | 19. Januar 2006    |
| 04  | Nurlan Nyghmatulin       | 19. Januar 2006    | 19. November 2009  |
| 05  | Serik Achmetow           | 19. November 2009  | 20. Januar 2012    |
| 06  | Äbilghasy Qusaiynow      | 20. Januar 2012    | 28. Januar 2013    |
| 07  | Bauyrschan Äbdischew     | 29. Januar 2013    | 20. Juni 2014      |
| 08  | Nurmuchambet Äbdibekow   | 20. Juni 2014      | 14. März 2017      |
| 09  | Jerlan Qoschanow         | 14. März 2017      | 18. September 2019 |
| 10  | Schengis Qassymbek       | 19. September 2019 | 8. Dezember 2022   |
| 11  | Jermaghanbet Bölekpajew  | 8. Dezember 2022   | amtierend          |

## Wirtschaft
Die Agglomeration um die Stadt Qaraghandy war früher eines der bedeutendsten Industriegebiete der Sowjetunion. Noch ist Qaraghandy der zweitwichtigste Industriestandort in Kasachstan nach Almaty. Vor allem die riesigen Kohlevorkommen von Karabass haben ihm diesen Status gesichert. In Schesqasghan und Balqasch gibt es große Werke zur Verhüttung von Buntmetallen, hauptsächlich von Kupfer, und in der Gegend um Temirtau und Qaraschal wird Eisen abgebaut. In diesen Städten existieren auch Werke zur Weiterverarbeitung der Metalle, so die 2004 errichtete Goldschmiede mit Schmuckfabrik in Balqasch oder das Kupferdrahtwerk in Schesqasghan.
Die anderen Industriezweige sind Maschinenbau in Qaraghandy, chemische Industrie in Temirtau sowie Nahrungsmittelindustrie in fast allen größeren Städten.
In den weiten Steppen- und Halbwüstengebieten ist Viehzucht, besonders Schafzucht stark entwickelt. Im Norden werden auch Rinder und Schweine gehalten und Weizen angebaut. Um die Städte herum betreibt man überall Gemüseanbau; vor allem von Kartoffeln. Es kommen vereinzelt kleine Sonnenblumenplantagen und Obstgärten vor.